# Municipio de Muna
El municipio de Muna es uno de los 106 municipios del estado mexicano de Yucatán. Su cabecera municipal es la localidad homónima de Muna.

## Toponimia
El nombre del municipio, Muna, significa en lengua maya: Lugar de agua suave o tierna, por derivarse de las voces Mun, tierno, suave y Á o Há, agua.

## Colindancia
El municipio de Muna se encuentra en la región sur poniente del estado de Yucatán, colindando en el sur con la Sierrita, misma que hay que trasponer para llegar al yacimiento arqueológico de Uxmal. Limita con los siguientes municipios: al norte con Abalá, al sur con Santa Elena, al este con Ticul y Sacalum, al oeste con Opichén, y con el estado de Campeche particularmente con el municipio de Calkiní.

## Datos históricos
Muna, “Agua suave o tierna”. cabecera del municipio, en la época prehispánica, perteneció al cacicazgo de Tutul Xiu. Después de la conquista, desde 1526 cuando se instauró en Yucatán el régimen de las encomiendas, empezó a funcionar bajo ese régimen.
- 1549: Se asigna a don Alonso Rosado con 360 indígenas tributarios.
- 1607: Pedro Rosado, con 800 indígenas.
- 1625: Diego Jáuregui, con 464 indios.
- 1825: Muna pasa a formar parte del Partido de la Sierra Baja y tiene como cabecera a Mama.
- 1837: Pasó a formar parte del partido de Ticul.
- 1841: Entre noviembre y diciembre recorrió varias veces el municipio el explorador John Lloyd Stephens en su camino a las ruinas de Uxmal y lugares aledaños.
- 1848: Cuando empezó la Guerra de Castas, el capitán Cándido González incendió la población y cegó sus pozos.
- 1865: El 6 de diciembre, la emperatriz Carlota pernoctó en la cabecera municipal en su paso hacia Uxmal
- 1875: El pueblo de Muna adquiere el título de Villa
- 1921: Deja de tener la categoría de villa y toma la de pueblo para poder recibir ejidos.

## Economía
Las principales actividades productivas del municipio son la agricultura y la ganadería. En la primera, los cultivos más generalizados son el maíz y el frijol. La sandía, los cítricos y las hortalizas. A pesar de estar alejada de la zona henequenera del estado y no haber desfibradoras cercanas, se cultivó también en una época el henequén.
El turismo y el comercio son también actividades que soportan la vida del municipio. La cercanía con el yacimiento arqueológico de Uxmal, a unos cuantos kilómetros, en el vecino municipio de Santa Elena, y el paso obligado del turista que visita este popular sitio proveniente de Mérida, es factor que contribuye al quehacer de la población municipal.

## Atractivos turísticos
- Arquitectónicos:
  - En el municipio existe un templo en donde se venera a la virgen de la Asunción.
  - Seis capillas dedicadas a San Bernardo, San Mateo, San Sebastián, La Soledad, Santa María y San Andrés que datan de la época colonial.
  - La exhacienda San José Tibceh.

- Arqueológicos:
  - El yacimiento de Xmatuy.

- Fiestas populares:

Del 12 al 15 de agosto se lleva a cabo la fiesta en honor a la virgen de la Asunción, patrona de la población

## Localidades del municipio
- Choyob